# Bruchophagus haydni
Bruchophagus haydni är en stekelart som först beskrevs av Girault 1933.  Bruchophagus haydni ingår i släktet Bruchophagus och familjen kragglanssteklar. Inga underarter finns listade.